# Луческу, Рэзван
Рэзва́н Луче́ску (рум. Răzvan Lucescu; род. 17 февраля 1969, Бухарест) — румынский футбольный вратарь и тренер. Сын футболиста и тренера Мирчи Луческу.

## Карьера игрока
Рэзван Луческу провёл 240 матчей в высшем дивизионе чемпионата Румынии, выступал за команды «Спортул», «Национал», «Брашов», «Рапид» и «Бакэу», один сезон провёл в Италии. В 1997 году Луческу стал серебряным призёром чемпионата Румынии в составе «Национала», а в последнем сезоне своей карьеры провёл один матч за «Рапид», который выиграл чемпионат 2003 года, в то время Луческу совмещал роль резервного вратаря с должностью вице-президента клуба.

## Тренерская карьера
В 2003 году, после первого круга чемпионата Румынии, Луческу был назначен главным тренером футбольного клуба «Брашов». Под его руководством клуб провёл 15 матчей (5 побед, 3 ничьи, 7 поражений) и занял 11-е место в чемпионате.
В 2004 году Рэзван Луческу стал главным тренером бухарестского «Рапида». В первом сезоне под его руководством «Рапид» занял третье место в чемпионате и получил право участвовать в Кубке УЕФА. В Кубке УЕФА 2005/06 «Рапид» дошёл до четвертьфинала, в котором уступил другому румынскому клубу, «Стяуа». На пути к четвертьфиналу «Рапид» обыграл голландский «Фейеноорд», французский «Ренн», греческий ПАОК, украинский «Шахтёр» (который тренировал отец Рэзвана Мирча Луческу), немецкие «Герту» и «Гамбург». В том же сезоне клуб под руководством Луческу финишировал вторым в чемпионате Румынии и выиграл Кубок Румынии. В сезоне 2006/07 «Рапид» сдал позиции: из Кубка УЕФА клуб выбыл после группового турнира, все четыре матча которого «Рапид» провёл вничью, в чемпионате было занято лишь четвёртое место, единственным успехом стал выигранный во второй раз подряд Кубок Румынии.
После окончания сезона 2006/07 Рэзван Луческу принял решение покинуть «Рапид», в котором он испытывал сильное давление со стороны руководства и болельщиков команды. В 2007 году он вернулся в «Брашов», выступавший в то время во втором дивизионе чемпионата Румынии. В первом же сезоне под руководством Луческу «Брашов» выиграл второй дивизион, а в следующем сезоне занял девятое место в первом дивизионе.
29 апреля 2009 года Рэвзан Луческу был назначен главным тренером национальной сборной Румынии. Поскольку сборная под руководством Виктора Пицуркэ провалила начало отборочного турнира к чемпионату мира 2010 года и практически лишилась шансов на поездку в ЮАР, перед новым тренером была поставлена задача вывести команду на чемпионат Европы 2012 года. Под руководством Луческу сборная Румынии провела пять оставшихся матчей отборочного турнира к чемпионату мира: два (против сборных Литвы и Фарерских островов) из них выиграла, два (против сборных Франции и Австрии) провела вничью и в одном крупно проиграла сборной Сербии со счётом 5:0. Перед матчем со сборной Сербии в октябре 2009 года Луческу отчислил из состава сборной одного из её лучших игроков, нападающего Адриана Муту, и пообещал больше не вызывать в его национальную команду за то, что Муту накануне матча был замечен в ночном клубе. 3 июня 2011 года, после победы над сборной Боснии и Герцеговины со счётом 3:0, Луческу объявил об уходе из сборной Румынии, которая всё ещё сохраняла шансы попасть на Евро 2012.
После ухода с поста главного тренера сборной Рэзван Луческу вновь возглавил бухарестский «Рапид», с которым проработал один сезон. Во время болезни Мирчи Луческу в начале 2012 года СМИ сообщали о том, что Рэзван может временно заменить отца в качестве главного тренера «Шахтёра», однако президент донецкого клуба Ринат Ахметов опроверг эту информацию. В июне 2012 года Рэзван Луческу был назначен главным тренером катарского клуба «Аль-Джаиш».

## Достижения
Рапид Бухарест
- Обладатель Кубка Румынии (2): 2005/06, 2006/07

Аль-Джаиш
- Обладатель Кубок Q-лиги: 2012/13

ПАОК
- Чемпион Греции (2): 2018/19, 2023/24
- Обладатель Кубка Греции (2): 2017/18, 2018/19

Аль-Хиляль
- Победитель Лиги чемпионов АФК: 2019
- Чемпион Саудовской Аравии: 2019/20

### Личные
- Тренер года в Румынии: 2018
- Тренер года в Греции: 2019